# Doreen Ndagire
Doreen Ndagire, född 22 november 1994 i Stockholm, är en svensk skådespelare. Hon är utbildad vid Actors Temple London Meisner Foundation och Kingdom Drama School från vilka hon examinerades år 2018.
Ndagire har bland annat medverkat i TV-serien Måste gitt år 2020 och filmen Comedy Queen år 2022. År 2023 spelade hon en av huvudrollerna i TV-serien Leva life och medverkar i TV-serierna Ingen ängel samt Tore.

## Filmografi (i urval)
- 2020 – Måste gitt (TV-serie)
- 2022 – Comedy Queen
- 2023 – Leva life (TV-serie)
- 2023 – Tore (TV-serie)
- 2023 – Ingen ängel (TV-serie)
- 2025 – Kärlek fårever

## Teater

### Roller (ej komplett)
| År   | Roll | Produktion                  | Regi          | Teater   |
| ---- | ---- | --------------------------- | ------------- | -------- |
| 2023 |      | Konspiration Erik Uddenberg | Suzanne Osten | Dramaten |
| 2024 |      | Svindel Sara Stridsberg     | Rebecka Hemse | Dramaten |